# Koetshuis

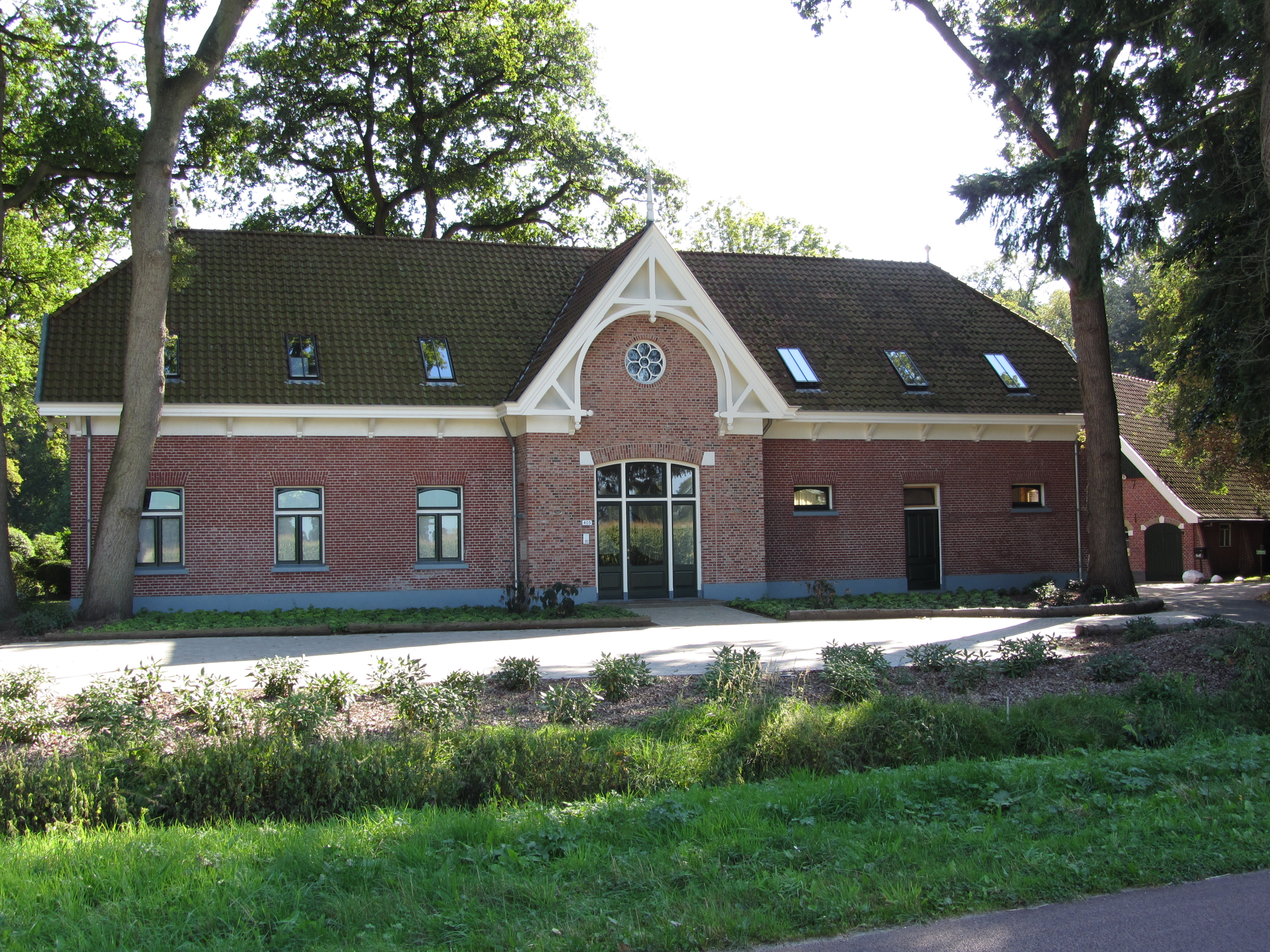
Koetshuis van landgoed Het Stroot in Enschede

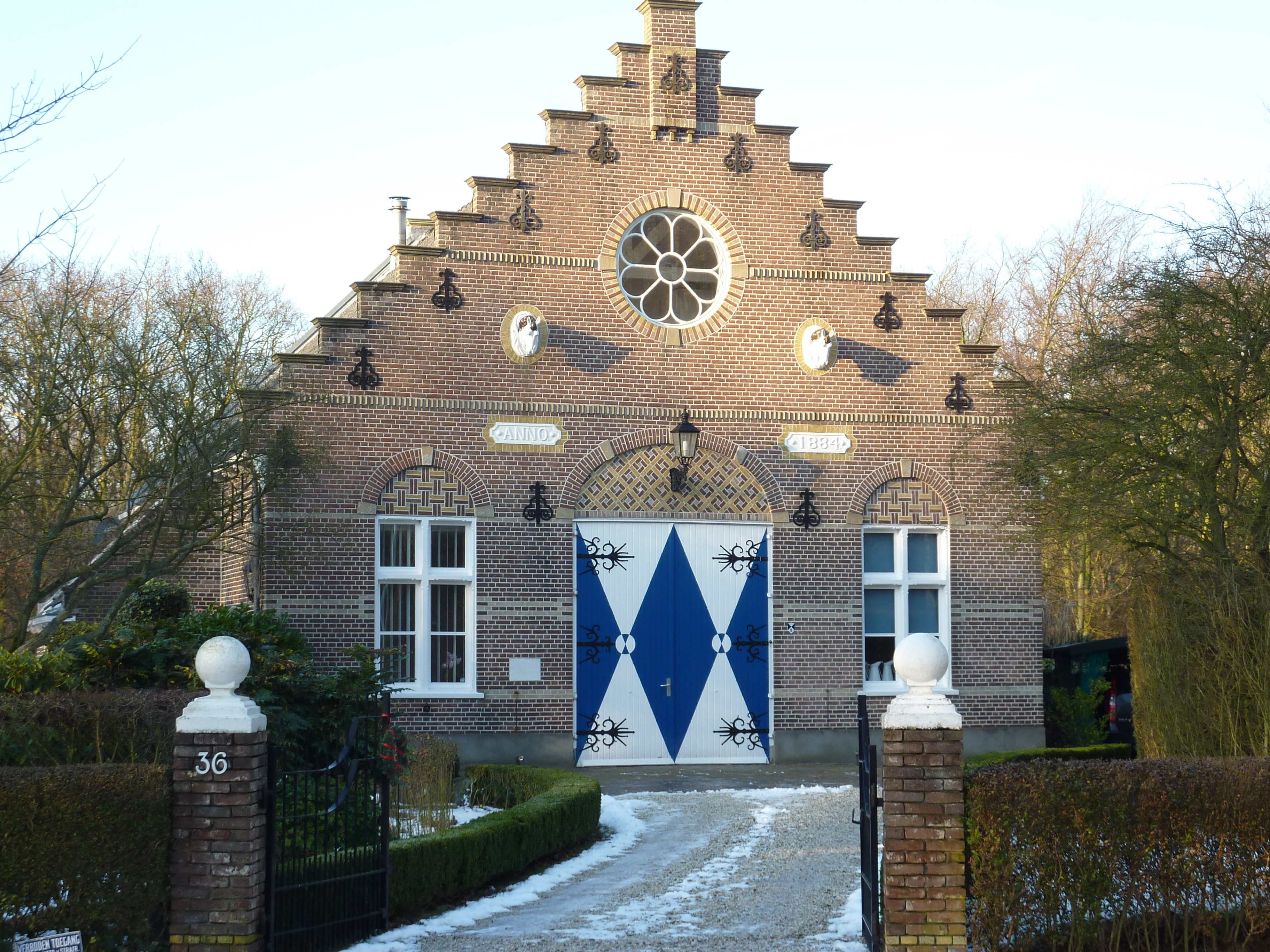
Voormalig koetshuis in Nieuw-Leeuwenhorst

Een koetshuis of wagenhuis is een gebouw waarin koetsen worden gestald, vaak behorend tot een landhuis, een kasteel of een stalhouderij.
De meeste koetshuizen werden gebouwd in de 19e eeuw. Kenmerkend zijn de hoge inrijdeuren. Een koetshuis was meestal voorzien van een tuigkamer en werd vaak gecombineerd met stallen, zodat de paardenstallen en het koetshuis een geheel vormden of zich in elkaars directe nabijheid bevonden.
Het nationaal museum Paleis Het Loo in Apeldoorn heeft een groot koetshuis annex paardenstal. Een dergelijk gebouwencomplex bij een paleis wordt wel met de Duitse term Marstall aangeduid.
Het koetshuis kan worden gezien als de voorloper van de garage.

## Afbeeldingen

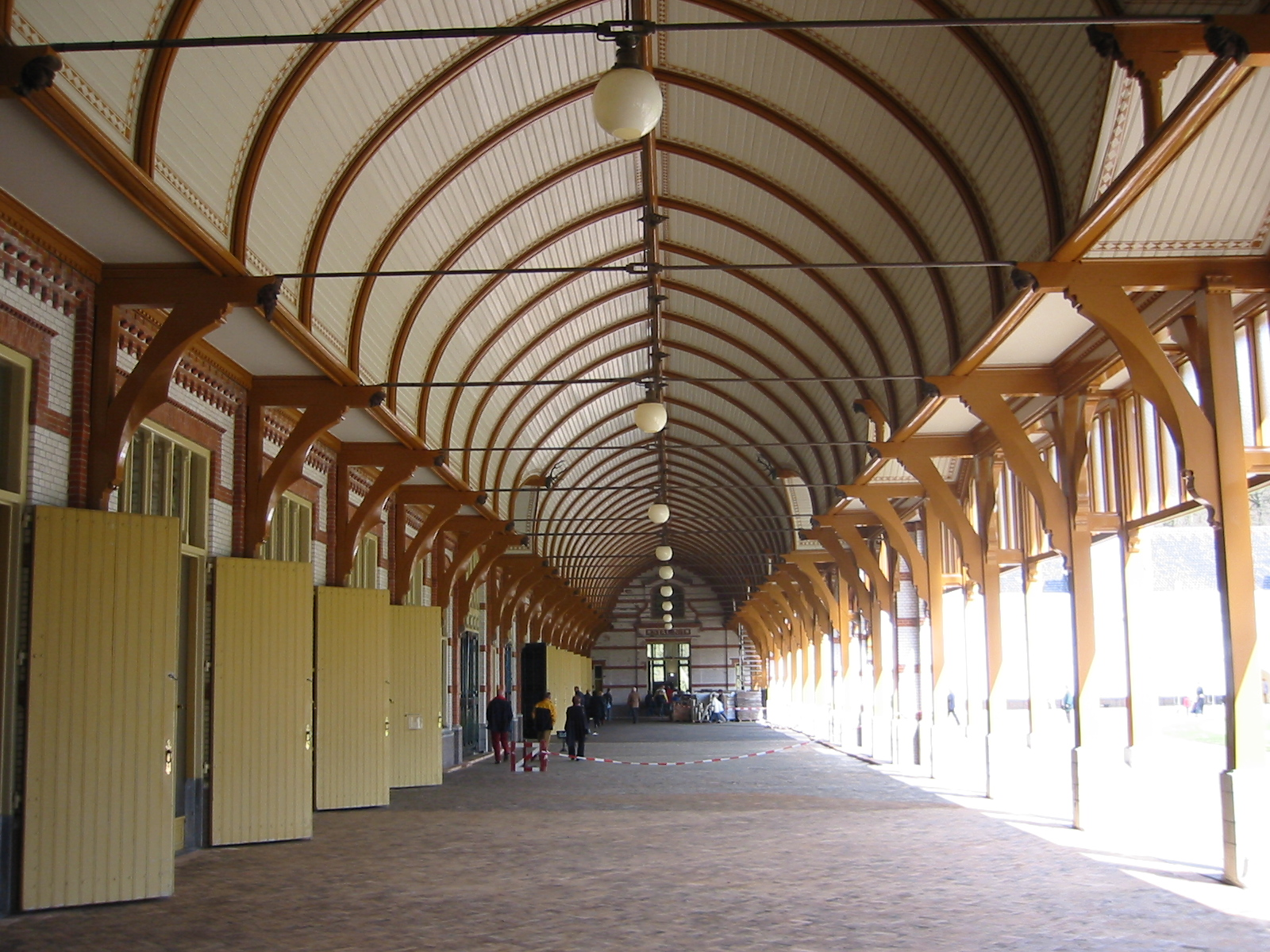
Koetshuis met stallen van Paleis Het Loo
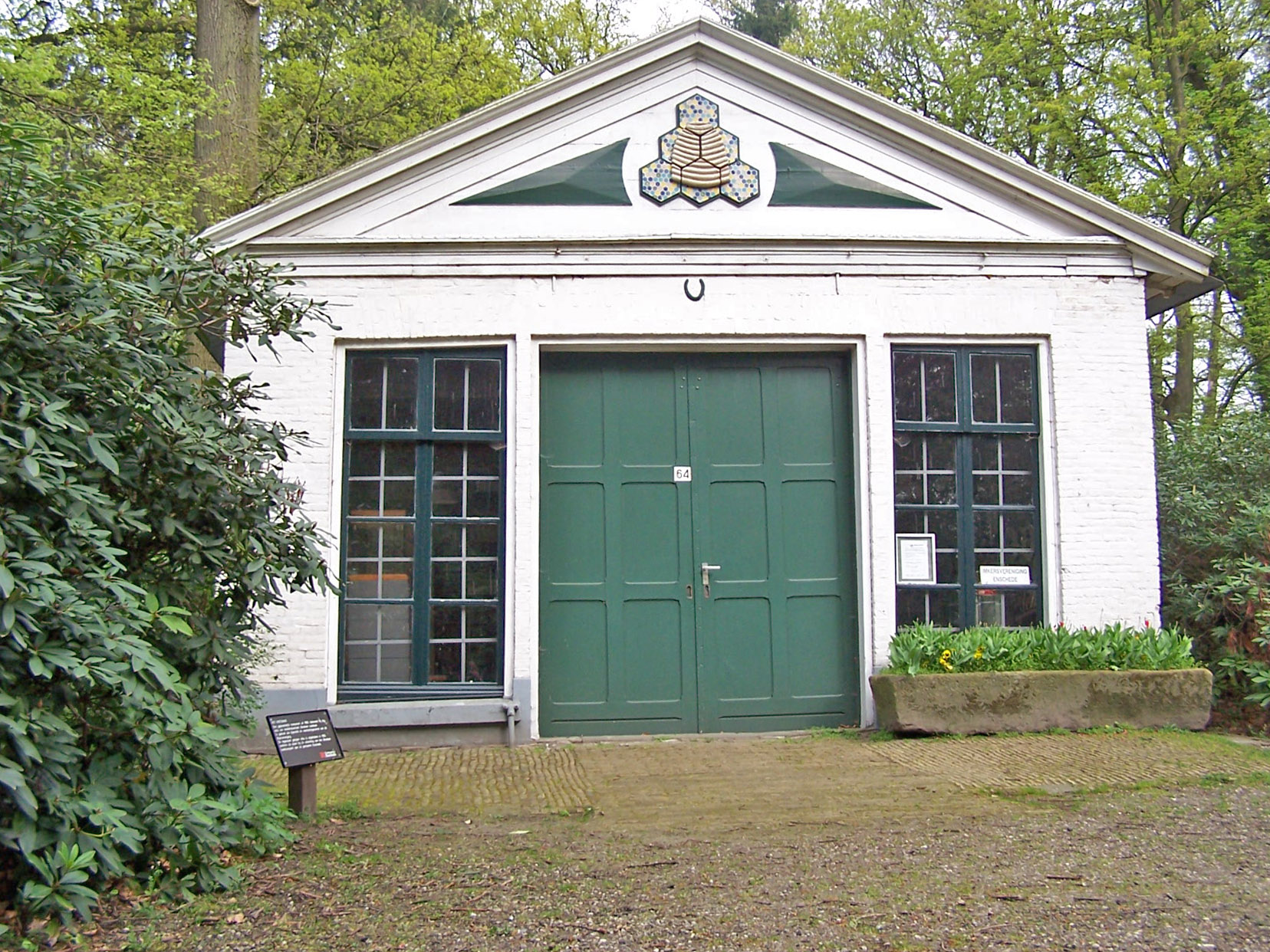
Koetshuis in Enschede, Abraham Ledeboerpark
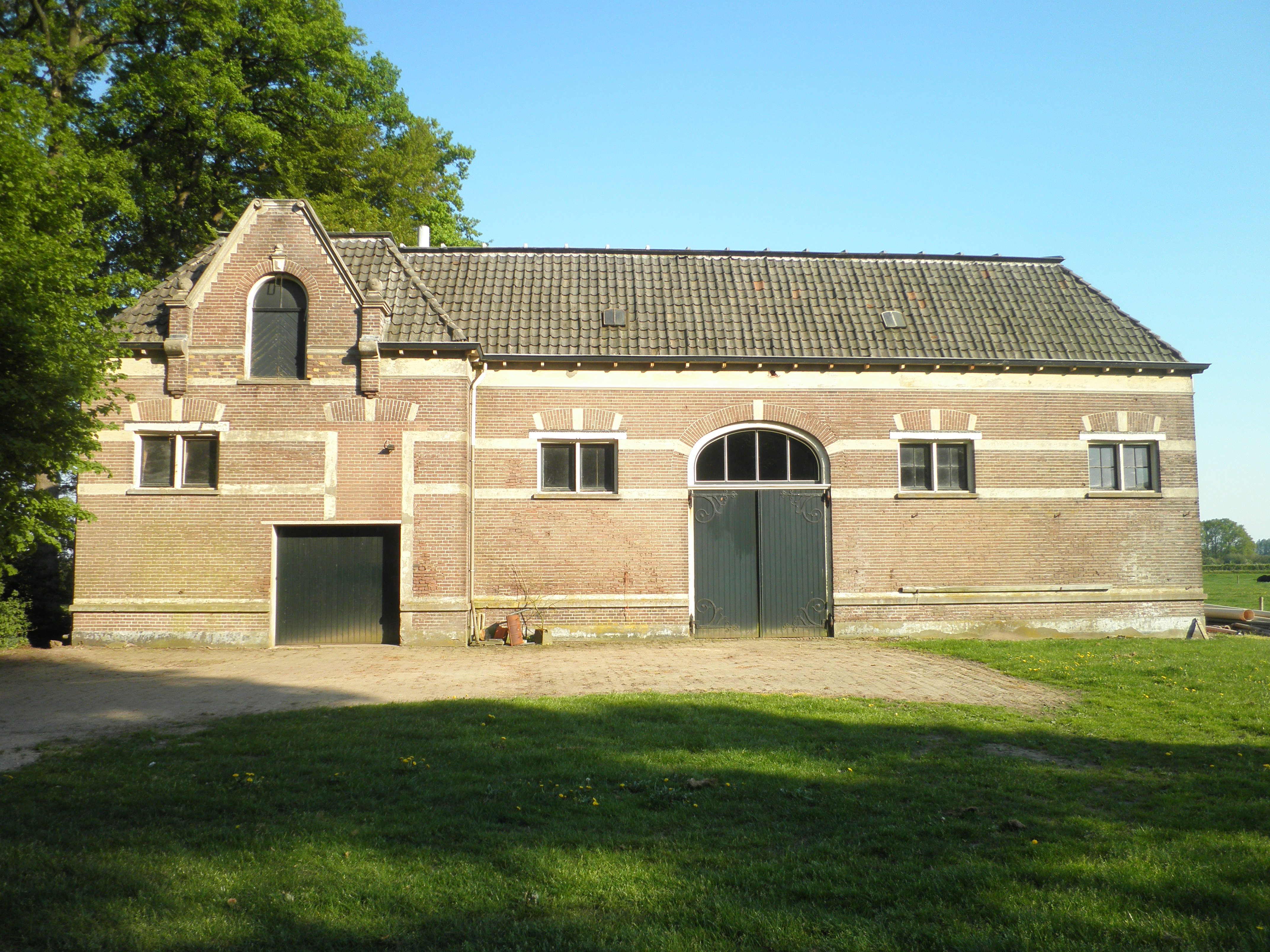
Koetshuis bij De Bannink, Deventer
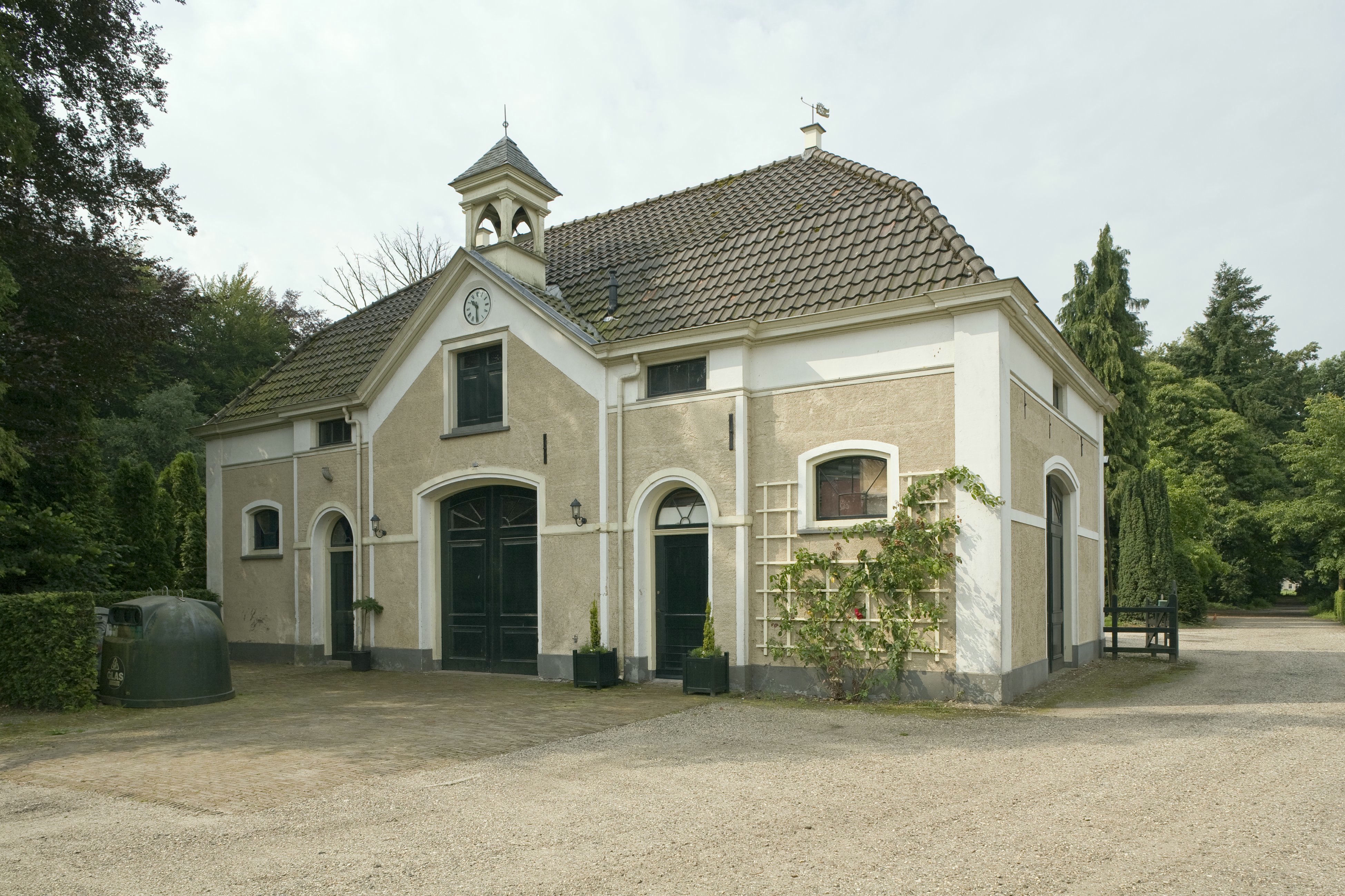
Koetshuis van IJsselvliedt bij Wezep
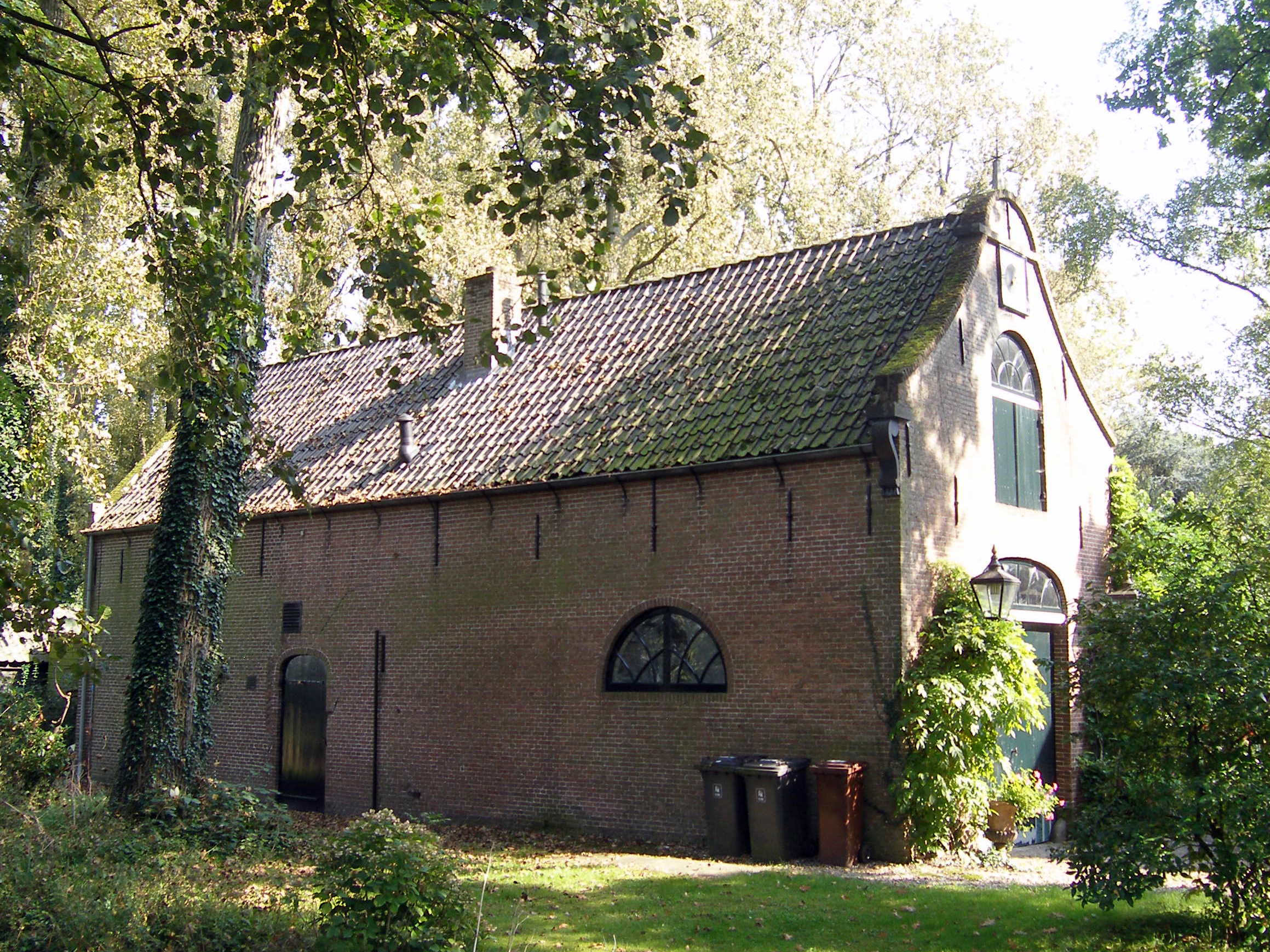
Bij Kasteel Veldenstein, Lopik
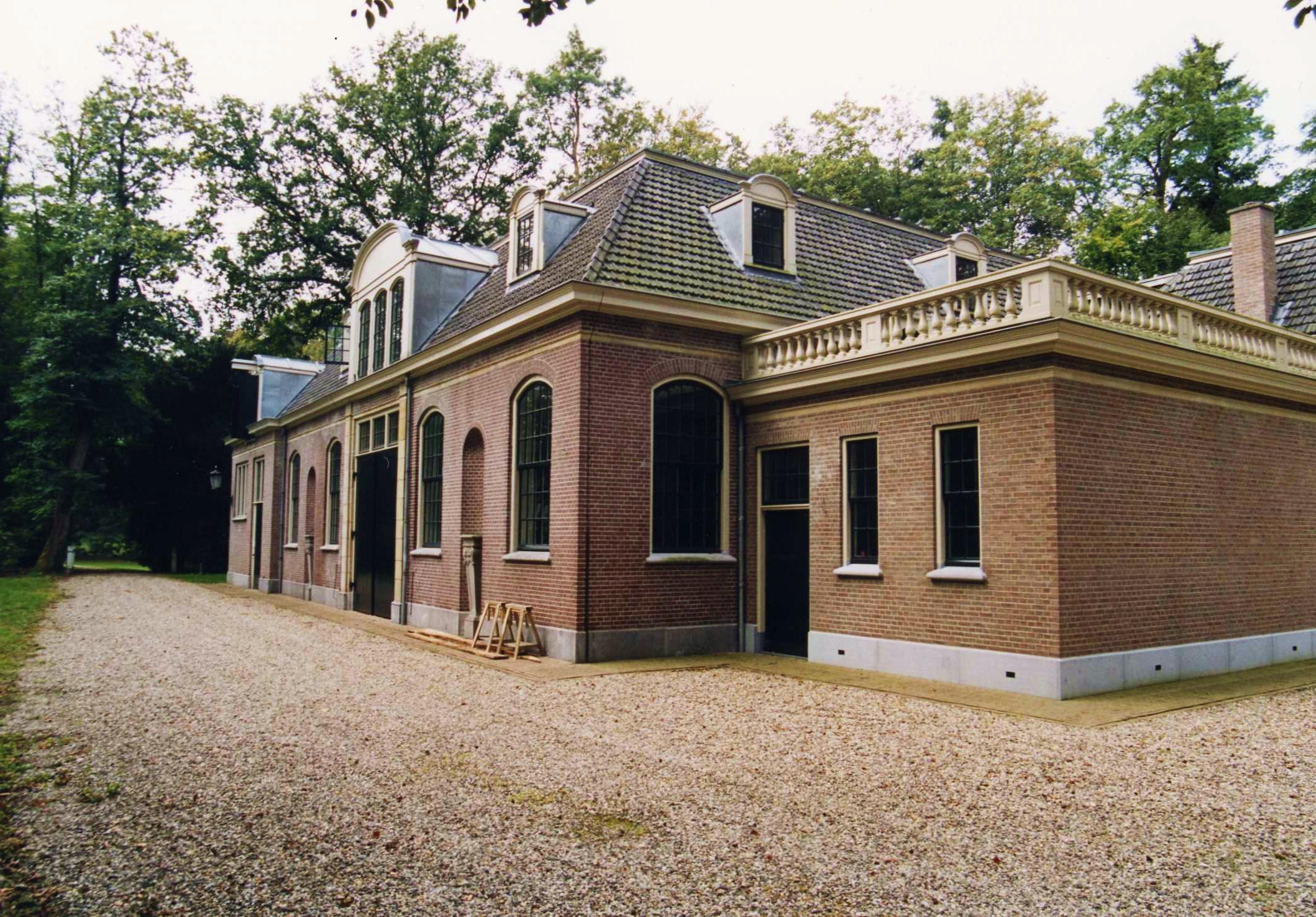
Bij Kasteel Broekhuisen, Leersum
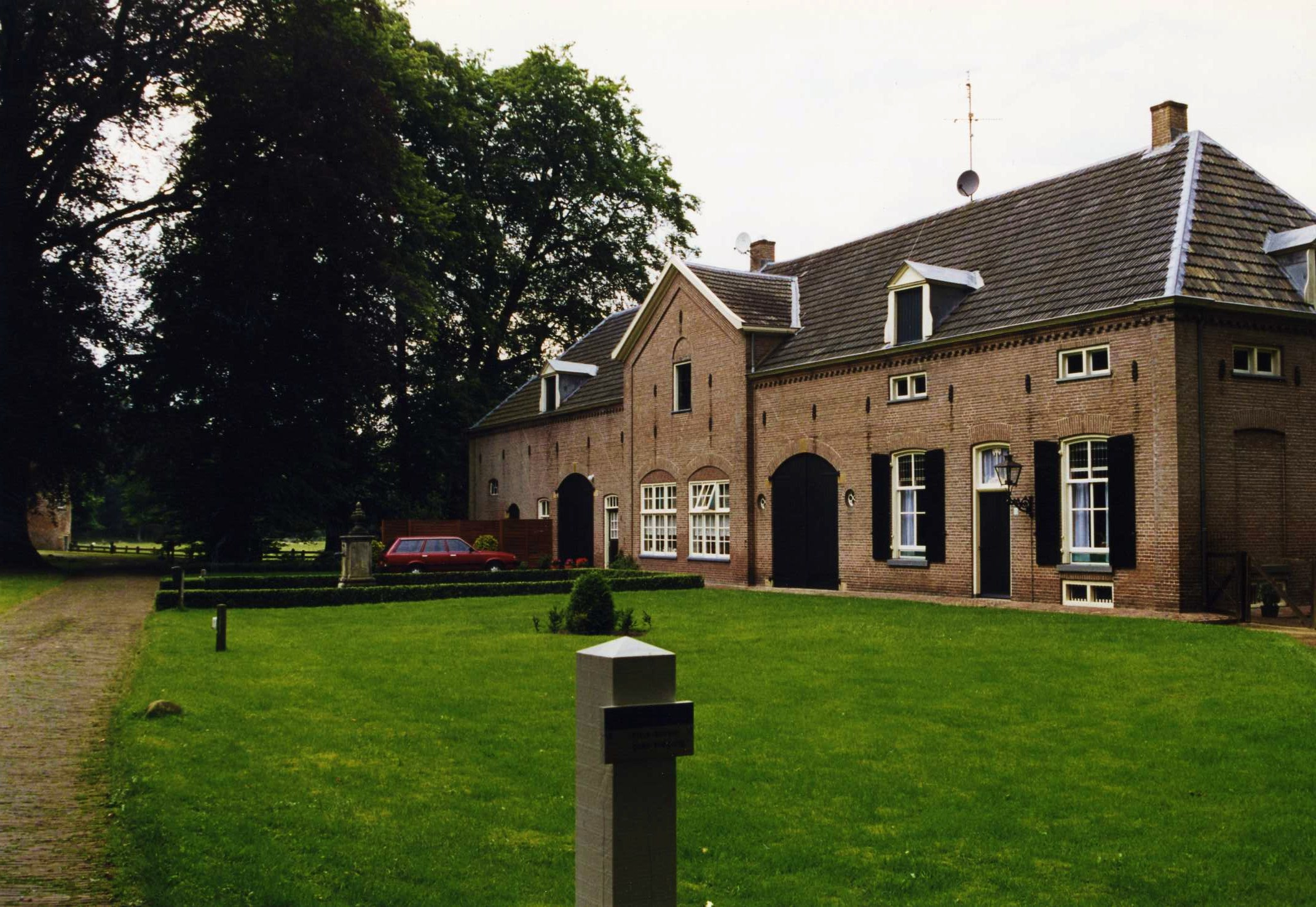
Bij Kasteel Hackfort, Vorden
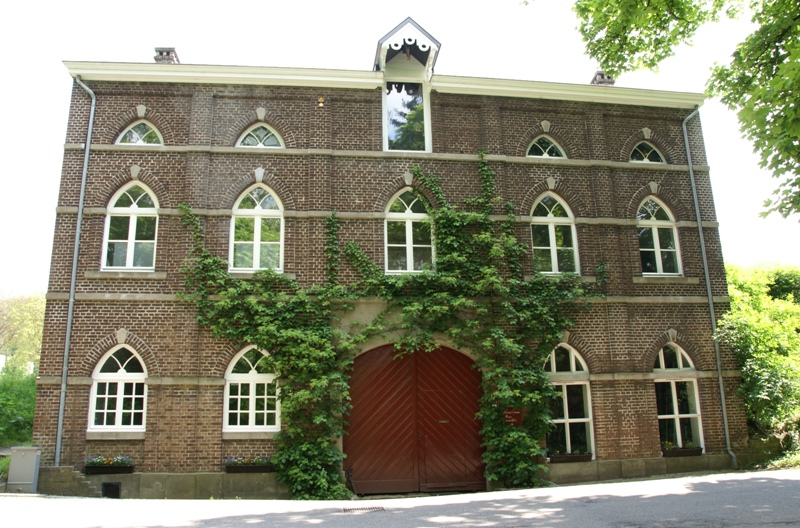
Koetshuis van Villa Canne, Maastricht
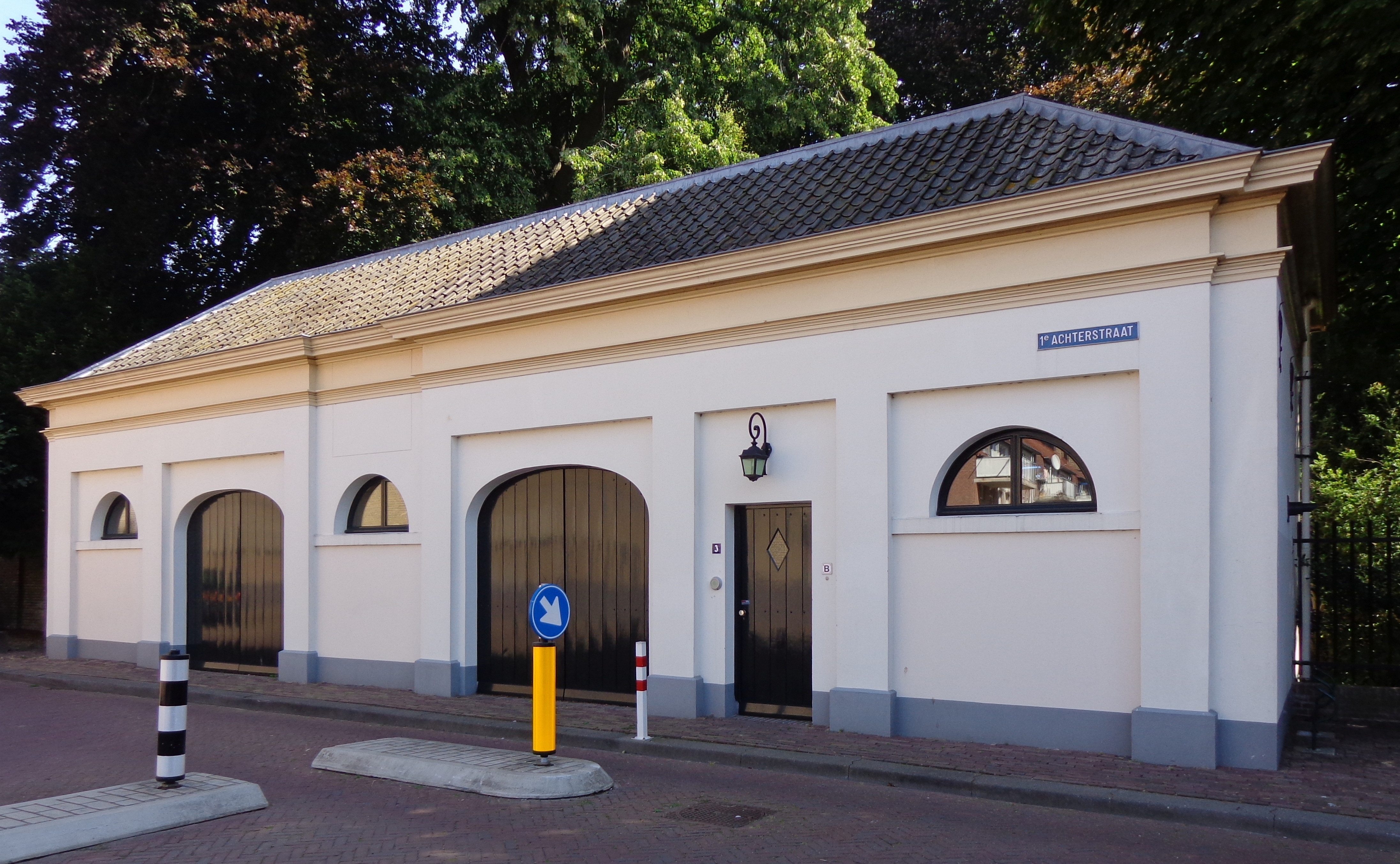
Koetshuis van het Ambtmanshuis, Tiel
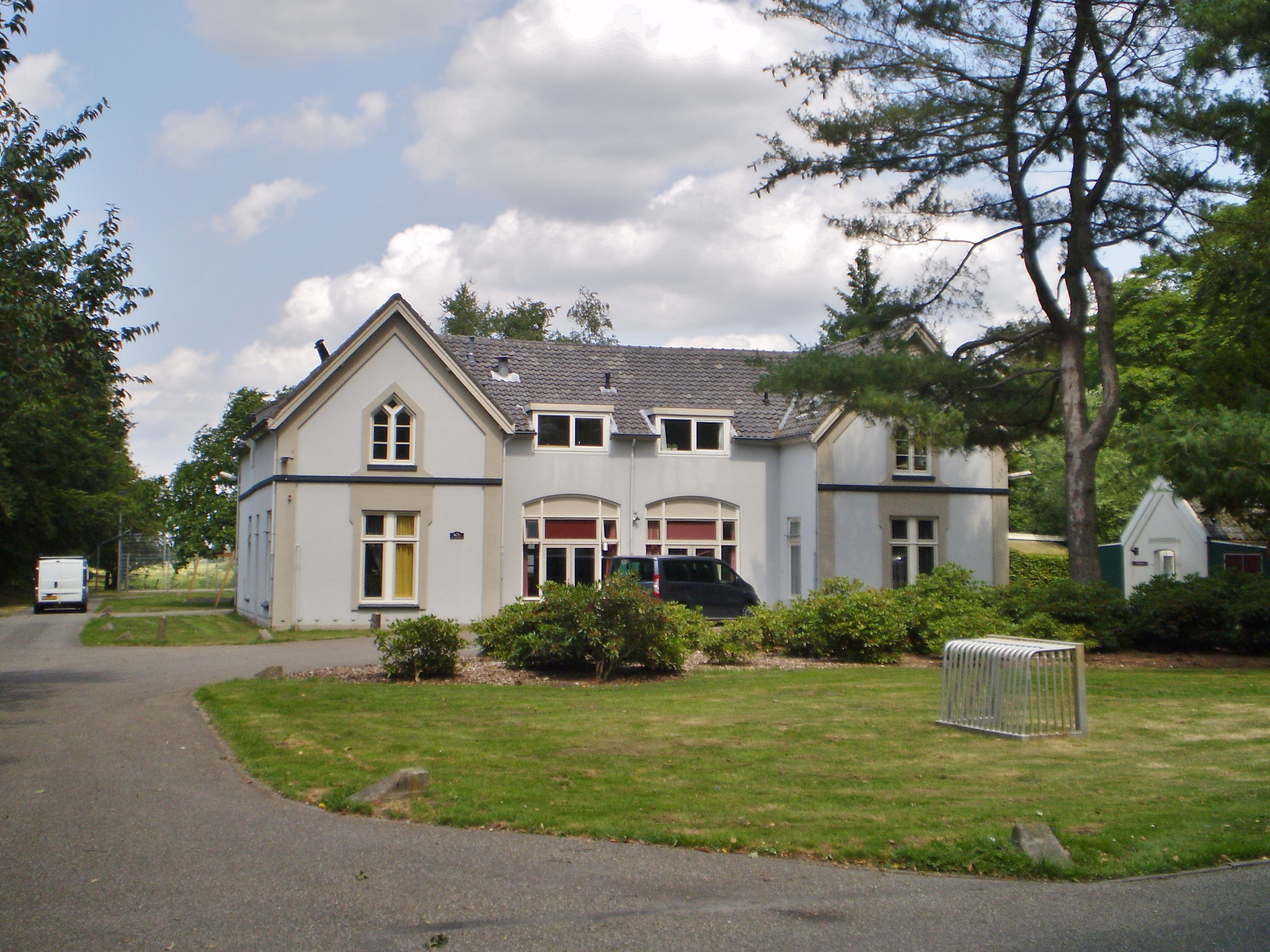
Koetshuis van Landgoed Persijn (Maartensdijk)